# Život

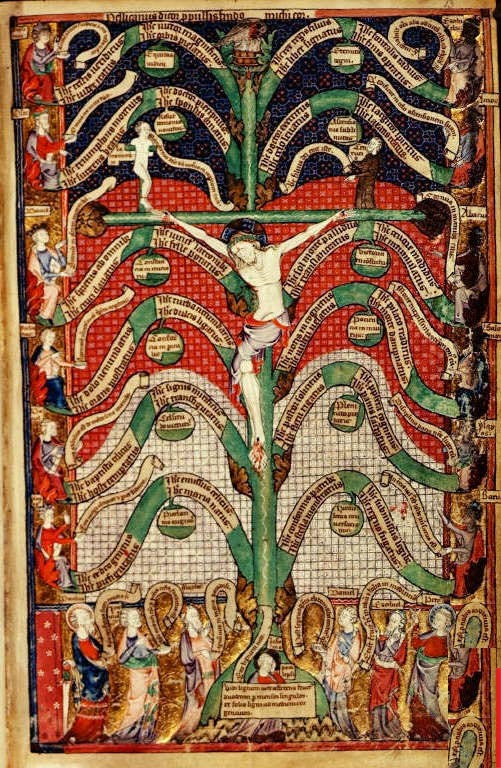
Strom života (rukopis, kolem 1310)

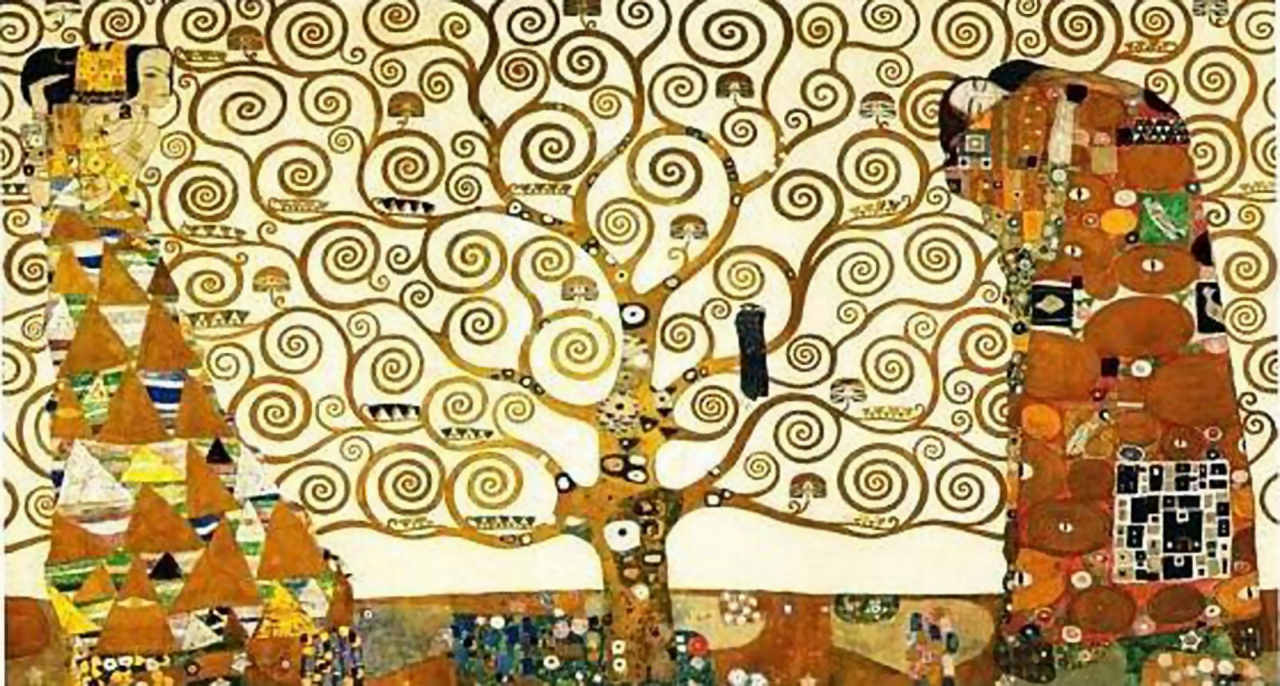
Gustav Klimt: Strom života (1909)

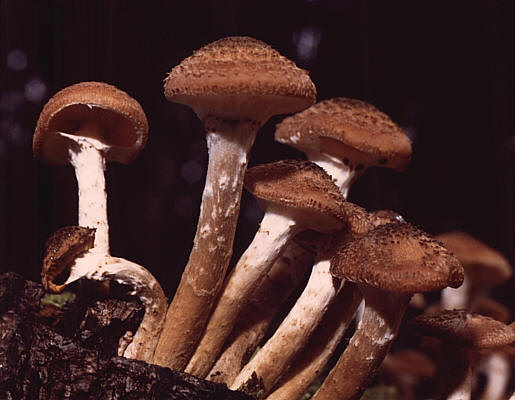
Václavka smrková

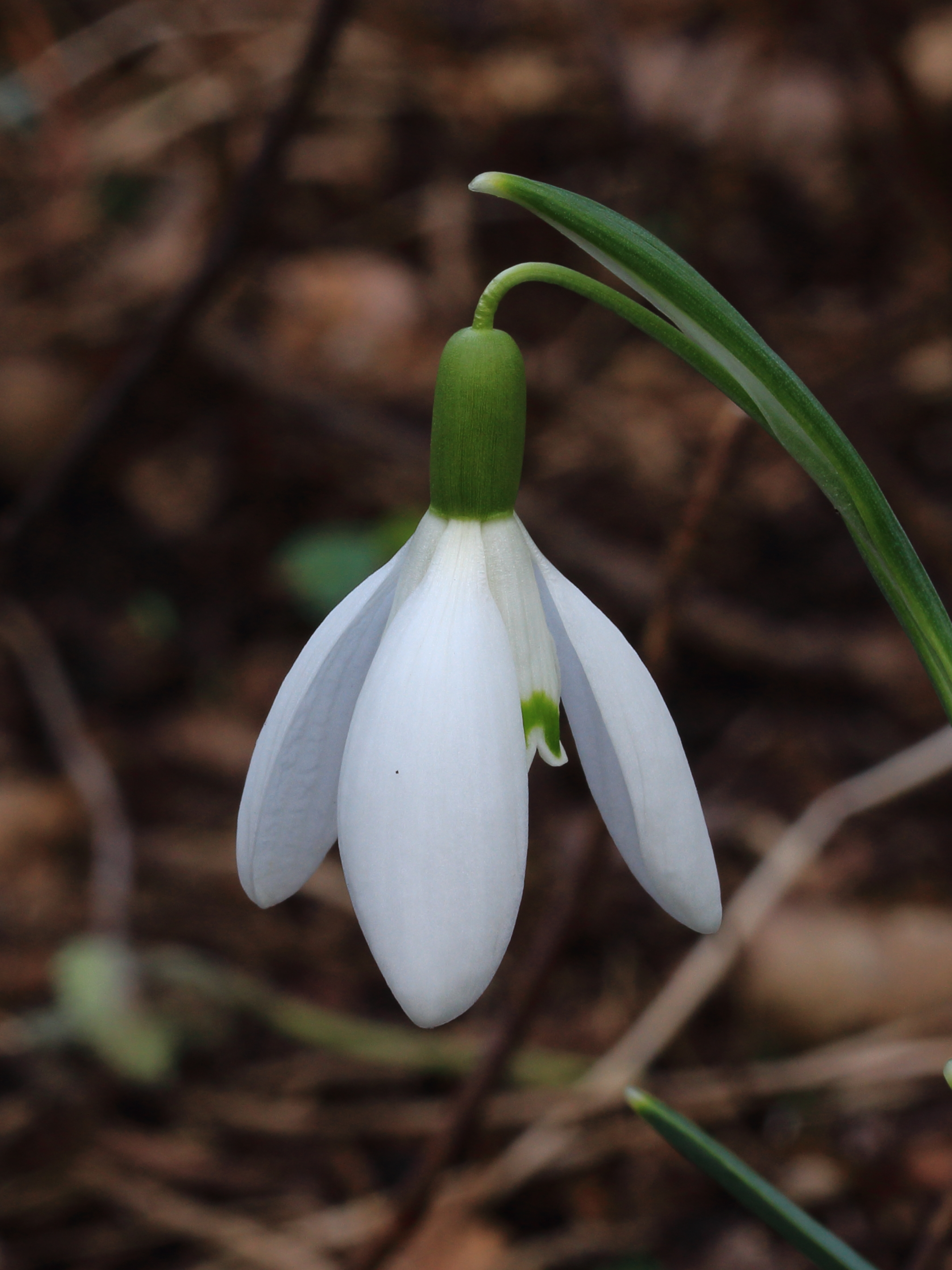
Sněženka

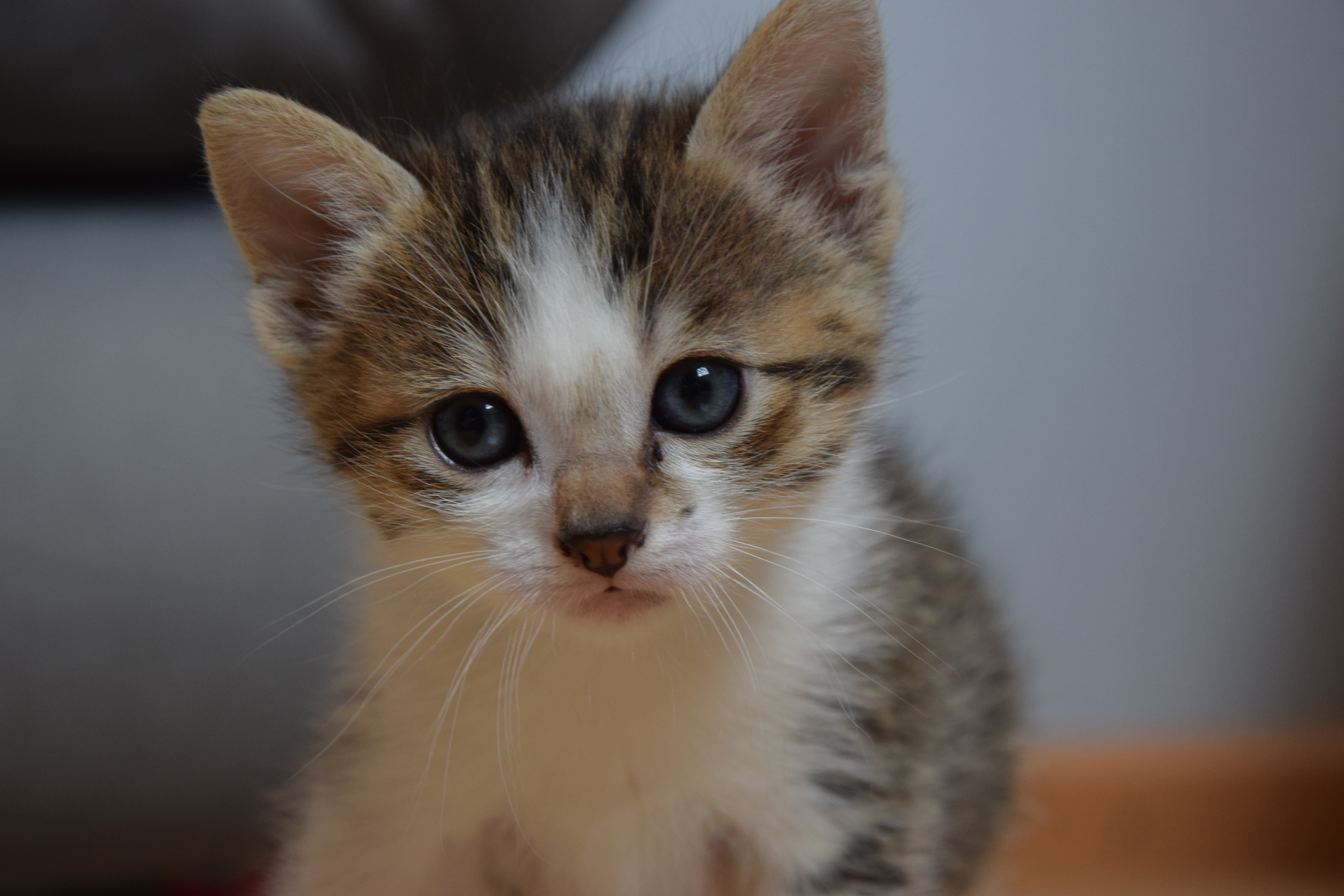
Měsíční kotě

Život ( lat. Vita ) je víceznačné slovo, které v biologii znamená charakteristiku všech jsoucen či organismů, schopných zejména látkové výměny, reprodukce a rozmnožování, případně evoluce, která tedy považujeme za živá. Jiná definice chápe život jako soubor signálních a sebeudržovacích procesů v těle určitého organismu, které zajišťují například látkovou výměnu, dráždivost nebo reprodukci. Život může také znamenat souborný celek, tvořený všemi živými organismy v celé historii Země. Ta část planety Země, kde se živé organismy vyskytují, se nazývá biosféra.

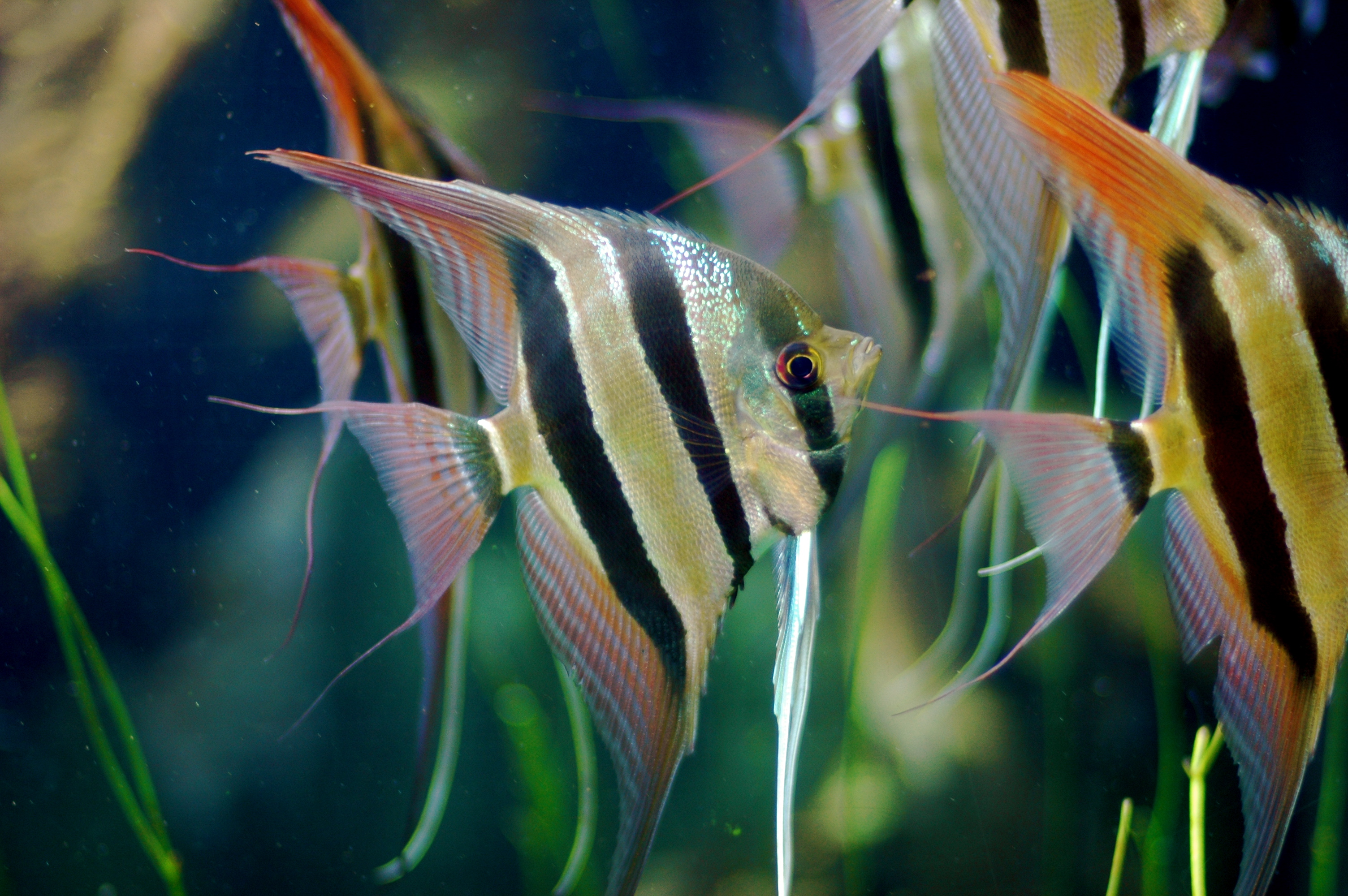
Skalára vysoká

Zvláštní povaha života je dobře patrná na konci individuálního života. Když živý organismus zahyne, žádná molekula se neztratí a chemické složení jeho těla se nezmění – a přece se z organismu stane mrtvola, kus neživé hmoty. Procesy a reakce, jež v něm probíhaly, se obrátily a místo udržování a rozvíjení specifické organizace a uspořádání se začaly řídit druhým zákonem termodynamickým, to jest rozkládat. Tato změna či přechod je zpravidla nevratný: živý organismus nelze vypnout a opět zapnout jako mechanický a neživý stroj.
V přeneseném slova smyslu může být slovem život označováno cokoliv, co žije, co je živé. Z ekologického pohledu se jedná o živou přírodu, ve společenském slova smyslu pak o jakoukoliv strukturu, která vyvíjí nějakou činnost („společenský život“).

## Charakteristika
Podle prof. Rosypala jsou živé organismy tvořeny buňkami, a to jako jednobuněčné a mnohobuněčné. S jistými výhradami sem patří také nebuněčné organismy, například viry. Nejdůležitější společné vlastnosti živých organismů jsou:
1. Přítomnost nukleových kyselin a bílkovin.
2. Vysoká míra organizace a strukturní složitosti, a to v hierarchii různých vrstev.
3. Organismy jsou ze svého okolí vydělené, ale otevřené: udržují se svým okolím tok látek, energie a informací, takže mohou udržovat ustálený stav své struktury a organizace.
4. Jsou schopny samoregulace (autoregulace), například pomocí zpětných vazeb.
5. Vyznačují se metabolismem, zejména syntézou nukleových kyselin a bílkovin.
6. Mají schopnost samostatné reprodukce a mohou se vyvíjet.[1]

„Obecně je tedy lze charakterizovat jako strukturálně vysoce složité, hierarchicky uspořádané, termodynamicky otevřené a autoregulující se nukleoproteinové soustavy, jejichž podstatnými vlastnostmi jsou metabolismus, autoreprodukce a schopnost vyvíjet se.“

## Vznik života
Život na Zemi nezačal hned, jakmile ochladla, ale až přibližně o půl miliardy let později, přibližně před čtyřmi miliardami let. Podle jedné hypotézy se život mohl dostat na Zemi z nějakého jiného kosmického tělesa, většina odborníků však hledá jeho kořeny na Zemi. V obou případech je však rozdíl mezi neživým a živým značný a představy o tom, jak mohl život z neživého vzniknout, jsou stále předmětem diskusí. Mezi podmínky pro vznik života zřejmě patří nějaká forma vydělení z prostředí, něco jako primitivní metabolismus a něco jako paměť, která umožnila uchování užitečné informace a postupné budování složitějších organismů. 

## Vývoj života
O dalším vývoji živých organismů už máme daleko víc informací a hmotných nálezů, jak z paleontologie, tak v poslední době z molekulární biologie. Představa vývoje jako postupného hromadění náhodných změn, které selektuje přírodní výběr, spojená se jménem anglického biologa Charlese Darwina je už od poloviny 20. století obecně přijímána. Během této doby se však objevila řada dříve neznámých mechanismů na molekulární úrovni, které obraz vývoje silně zkomplikovaly. Dobrým příkladem je celá oblast epigenetických jevů, které zpochybnily jednoduchou představu genomu jako podrobného plánu dospělého těla (fenotypu) a znovu otevřely otázku předávání získaných vlastností. V každém případě má organismus daleko bohatší možnosti evoluce a selekce než jen klasickou náhodu a negativní přírodní výběr.
Od poloviny 20. století se pozornost mnoha vědců obrací ke studiu nehmotných stránek života a jejich vývoje. Zakladatelé etologie (Konrad Lorenz, Nicolaas Tinbergen, Eibl-Eibesfeld) začali soustavně studovat chování zvířat a jejich společenství a koncem 20. století došlo i na člověka, jeho kulturu a společnost. Evoluce kultur, jazyků a institucí tvoří „software“ života. Jak se ukázalo, plynule navazuje na evoluci biologickou a etologickou, i když s poněkud širšími možnostmi a rychlejším předávání novinek (učení, socializace, věda, umění). Vzhledem k dosavadnímu objemu bádání v kulturní antropologii, sociologii a dalších vědách je bádání v této oblasti nutně transdisciplinární a přináší velmi cenné výsledky.

## Život jako součást biosféry
Označení „život“ pro souhrn všeho živého není jen pojem, protože ani ten nejjednodušší organismus nežije v úplné izolaci. Všechno živé spolu nějak souvisí, organismy někdy spolu zápasí, jedny jsou potravou druhých, jindy spolupracují a navzájem se podporují. Souvislost všeho živého dokládá možnost sestrojit „strom života“ jako graf závislostí jednotlivých forem či druhů organismů na jejich vývojových předchůdcích či „příbuzných“. Tuto příbuznost pozorovali už starověcí filosofové a jednotlivé druhy řadili k sobě podle pozorovatelných podobných rysů a vzhledu. Nejvíce rozvinutou podobu tohoto typu řazení představuje „Systém přírody“ švédského biologa Carla von Linné. 
Rozluštění genetického kódu ve 20. století umožnilo daleko objektivnější i přesnější systematické řazení biologických taxonů (druhů, rodů atd.) podle rozdílů jejich genomů, dědičných molekulárních informací. Tento jedinečný soubor informací, identický pro všechny jedince daného druhu, je obsažen v (téměř) každé buňce mnohobuněčného organismu. Každý rozdíl genetické informace mezi blízkými druhy lze považovat za důsledek jedné mutace a pokládat počet takových rozdílů za údaj o biologické vzdálenosti mezi srovnávanými druhy. Tato kladistická metoda dovoluje přezkoumatelné seřazení všech známých taxonů do evolučního „stromu života“ podle relativního stáří jednotlivých mutací. Dalším nedávno objeveným dokladem příbuzenství a pravděpodobně společného původu všeho živého je dalekosáhlá shoda ve hmotném zakódování genetické informace. Ta je u všech eukaryotických buněk soustředěna v jádru, a to v podobě jednotlivých genů, seřazených na určitém počtu chromosomů. U prokaryotických buněk bakterií a archeí jsou seřazeny na jediné molekule nukleoidu. Společnou „abecedu“ tohoto kódování tvoří pro všechny organismy shodně trojice molekul vzájemně komplementárních čtyř proteinů (adenin, guanin, cytosin nebo thymin). Kód patrně nejdůležitější části této informace, která řídí syntézu všech proteinů v buňce, dovoluje sice rozlišit a produkovat astronomický počet různých proteinových struktur (až 10500), ve skutečnosti jsou však všechny proteiny v celé biosféře sestaveny z pouhých 23 (biogenních) aminokyselin.

## Klasifikace
Jedním z prvních úkolů biologických věd bylo popsat a utřídit nepřehledné bohatství živých organismů. To znamenalo nejprve stanovit nejméně dvě úrovně taxonů, u Aristotela druhů a rodů, které se zpočátku chápaly jako od sebe oddělené a nezávislé skutečnosti. Teprve když vznikly soubory tisíců popisů různých druhů, začaly se vědcům ukazovat podobnosti mezi nimi a tím i možnost jakéhosi byť mechanického systému. Tak vzniklo třídění Linnéovo, které se s různými úpravami užívalo po dvě století, než je ve 20. století začal nahrazovat systém kladistický, založený na rozboru genetické informace jakožto stopy biologické evoluce.

### Aristotelés
První známý pokus o klasifikaci organismů provedl řecký filosof Aristoteles, který roztřídil všechny tehdy známé živé organismy na rostliny, živočichy a člověka. Charakteristický rys „života“ označil jako duši (anima) a rozlišil jej do tří stupňů: 
- vegetativní duši rostlin, schopnou metabolismu a růstu,
- senzitivní duši živočichů, schopných navíc smyslového vnímání a pohybu, a konečně
- duši rozumovou, charakteristiku člověka.

Od Aristotela také pochází dodnes užívaná biologická nomenklatura, která každou systematickou jednotku (taxon) označuje názvem nejblíže vyšší jednotky (u Aristotela rodu, genus proximum) a názvem druhu, jímž se v rámci rodu rozlišuje od ostatních (differentia specifica). 
Rozlišoval také zvířata s krví od zvířat bez krve (nebo alespoň bez červené krve), která lze srovnávat s pojmy obratlovců a bezobratlých, a rozdělil obratlovce do pěti skupin: savci, plazi a obojživelníci, ptáci, ryby a velryby. Bezobratlí byli také rozděleni do pěti skupin: hlavonožci, korýši, hmyz (v té době zahrnoval i pavouky, štíry a stonožky), zvířata bez skořápky (většina měkkýšů a ostnokožce) a konečně zoofyty (zvířata, která se podobají rostlinám). Ačkoli Aristotelovo řazení i pokusy o vysvětlení života moderní biologie většinou opustila, byla to největší biologická syntéza té doby a zůstala nejvyšší autoritou po více než dvě tisíciletí.

### Linné
Švédský botanik Carl Linné (Linnaeus, 1707–1778) pocházel z velmi chudých poměrů a i když nakonec vystudoval medicínu, byl z velké části samouk. Měl však štěstí, že několikrát v krajní nouzi narazil na učence, kteří žasli nad jeho botanickými znalostmi, vzali ho k sobě a dali mu k dispozici své knihovny, sbírky a zahrady. Tak se mu dostala do rukou kniha francouzského botanika Sébastiena Vaillanta, který objevil funkci rostlinného pylu a tím i sexualitu rostlin. Linného tak napadlo, že by mohl rostliny řadit výhradně podle složení a tvaru květů. Mezitím také vystudoval, stal se profesorem v Uppsale a dvorním lékařem. S pomocí svých studentů, kteří cestovali po světě, popsal a seřadil značnou část rostlinných druhů, jež se v botanických spisech dodnes označují zkratkou L.
Základem jeho systému bylo řazení podle dobře pozorovatelných vlastností květů, například symetrie, tvaru, počtu okvětních lístků a tyčinek a podobně. Ačkoli to byl princip čistě mechanický, vynikající praktik Linné jej doplnil svým vlastním citem pro podobnost, takže se systém dobře osvědčil. Získal si obdiv nejslavnějších vzdělanců své doby, například Jeana Jacquese Rousseaua a Johanna Wolfganga von Goethe a jeho systém používali botanici až do 20. století. 

## Mimozemský život
Mimozemský život je označení pro předpokládaný soubor živých organismů, které vznikly a žijí mimo planetu Zemi ( mimozemské biologické entity). Jde však (zatím?) jen o hypotetický termín, jelikož ve vesmíru není život znám nikde jinde, než právě na Zemi.